# Pterapherapteryx
Pterapherapteryx là một chi bướm đêm thuộc họ Geometridae.
Chi này gồm các loài:
- Pterapherapteryx sexalata – Small Seraphim